# 526 Dywizja Piechoty (III Rzesza)
526 Dywizja Piechoty (niem. 526. Infanterie-Division) – niemiecka dywizja z czasów II wojny światowej, sformowana w rejonie Kolonii na mocy rozkazu z 15 października 1939, poza falą mobilizacyjną w VI Okręgu Wojskowym.

## Struktura organizacyjna
- Struktura organizacyjna w październiku 1939 roku:

6. i 16. pułk straży granicznej;
- Struktura organizacyjna w październiku 1940 roku;

Sztab 33. i 76. pułku strzelców krajowych, B., 254., 308., 854., 871., 902. i 909. batalion strzelców krajowych;

## Dowódcy
- Generalmajor Hans von Sommerfeld 25 X 1939 – 15 XI 1940;
- Generalmajor Günther Freiherr von Hammerstein – Equord 15 XI 1940 – 7 III 1941;
- Generalleutnant Fritz Kühne 7 III 1941 – 28 IX 1942;